# Piroxicam
Le piroxicam est une molécule médicamenteuse utilisée pour ses propriétés anti-inflammatoires.
Elle est commercialisée sous les noms suivants : Brexidol, Durapirox, Felden, Flexase.
Le piroxicam s'utilise pour traitement des douleurs liées à la polyarthrite rhumatoïde ou à la spondylarthrite ankylosante, et en seconde intention pour celles dues à l'arthrose.
Elle est déconseillée par la revue médicale indépendante Prescrire.